# Max Kestner
Max Kestner (født 5. maj 1969) er en dansk filminstruktør og tv-tilrettelægger. Han har i en årrække arbejdet med projekter på DR Ung, som for eksempel Supergeil og Partiet, men er primært kendt for sit arbejde på dokumentarfilm.
Udover filmprojekter arbejder han også som lektor på Den Danske Filmskole.

## Liv og karriere
Kestner gik i årene 1995 til 1997 på Den Danske Filmskole, hvor han uddannede sig som tv-tilrettelægger. Hans første projekt var dokumentarfilmen Nogen keder sig måske fra 1997, hvor han stod for klip og lyd. Samme år debuterede han som instruktør på filmen Clarks. I 2004 stod Kestner bag DR-serien Nede på jorden og udgav samme år portrætfilmen Rejsen på ophavet. Med udgangspunkt i sin egen opvækst er Kestner dokumentarens fortæller og undersøger forholdet mellem tilfældet og skæbnen, samt tidens ansigt og personlige adfærdsmønstre. Gennem filmen optræder familiefotos fra Kestners barndom. Rejsen på ophavet modtog en GulDok for bedste korte dokumentar ved CPH:DOX. Året efter modtog Kestner Dreyer-prisen den 3. februar 2005.
I 2008 vandt Kestner en Robert for bedste korte dokumentar for Verden i Danmark (2007). Han har siden været udtaget til flere internationale festivaler med for eksempel Drømme i København (2009), Identitetstyveriet (2012) og Amateurs in Space (2016). I 2017 instruerede Kestner sin første spillefilm QEDA, der vandt en Bodil for bedste scenografi. I 2018 instruerede han Slette omstændigheder og året efter modtog han Roos Prisen. Kestner har derudover fungeret som konsulent og fotograf på dokumentarfilm lavet af andre instruktører.

## Privatliv
Max Kestner er født i København og opvokset på Amager. Hans far var arkitekten Henning Kestner, mens hans mor, Marianne Smith, arbejdede som billedkunstner.
Kestner var gift med manuskriptforfatteren Dunja Gry Jensen, som har bidraget til flere af Kestners projekter. De har tre børn sammen. 